# Crash! Boom! Live!
Crash! Boom! Live! – koncert zespołu Roxette wydany na VHS i Laserdisc 19 września 1996 roku. Zawiera materiał z koncertu który odbył się w Johannesburgu i RPA nagranego 14 stycznia 1995 roku w Ellis Park i Johannesburgu w Południowej Afryce podczas trwania trasy Crash! Boom! Bang! World Tour 1994/95.

## Lista utworów
1. "Sleeping in My Car"
2. "Fireworks"
3. "Almost Unreal"
4. "Dangerous"
5. "Crash! Boom! Bang!"
6. "Listen to Your Heart"
7. "The First Girl on the Moon"
8. "Harleys & Indians (Riders in the Sky)"
9. "Lies"
10. "The Rain"
11. "Run to You"
12. "It Must Have Been Love"
13. "Dressed for Success"
14. "The Big L."
15. "Spending My Time"
16. "The Look"
17. "Love Is All (Shine Your Light on Me)"
18. "Joyride"